# Juan de Carvajal
Juan de Carvajal (Trujillo, 1399/1400 – Roma, 6 dicembre 1469) è stato un cardinale e vescovo cattolico spagnolo.

## Biografia
Nato da una illustre famiglia di Trujillo in Estremadura, studiò presso l'università di Salamanca dove ottenne una laurea in utroque iure nel 1430. Nel 1438 arrivò a Roma dove iniziò una brillante carriera ecclesiastica e diplomatica: revisore dei conti del Palazzo Apostolico, chierico della Camera Apostolica, governatore di Roma, legato di papa Eugenio IV al concilio di Basilea e alla dieta di Magonza del 1440, ambasciatore a Firenze nel 1438, a Venezia nel 1439 e a Siena nel 1440, ancora legato papale alle diete di Francoforte nel 1441 e nel 1442, a Norimberga nel 1444, a Francoforte nel 1445 e nel 1446.
Nominato vescovo di Coria l'11 ottobre 1443 non prese mai possesso della sua sede ed il 10 agosto 1446 fu trasferito alla sede di Plasencia, che mantenne fino alla morte. Dal 30 ottobre 1467 al 1468 fu amministratore della Zamora. Fu creato cardinale diacono da papa Eugenio IV nel concistoro del 16 dicembre 1446 con il titolo cardinalizio di Sant'Angelo in Pescheria. Il 26 ottobre 1461 fu nominato cardinale vescovo di Porto e Santa Rufina, mantenendo in commenda la diaconia di Sant'Angelo in Pescheria.
Come cardinale occupò diversi incarichi diplomatici in tutta l'Europa centrale (Boemia, Germania, Polonia e Ungheria). Partecipò ai conclavi del 1447, che elesse papa Niccolò V, del 1455, che elesse papa Callisto III e del 1464, che elesse papa Paolo II. Morì a Roma il 6 dicembre 1469 e fu sepolto nella chiesa di San Marcello al Corso.

## Successione apostolica
La successione apostolica è:
- Papa Pio II (1447)